# Павловский район (Воронежская область)
Па́вловский райо́н — административно-территориальная единица (район) и муниципальное образование (муниципальный район) на юге Воронежской области России.
Административный центр — город Павловск.

## География
Павловский район расположен в центре южной части Воронежской области. Граничит с Лискинским, Бутурлиновским, Воробьёвским, Подгоренским, Калачеевским, Россошанским и Верхнемамонским районами области. С западной стороны граница района проходит по реке Дон. Площадь района — 1900 км².
Основные реки — Дон, Осередь.

## История
Район был образован 30 июля 1928 года в составе Россошанского округа Центрально-Чернозёмной области. В него вошла часть территории бывшего Павловского уезда Воронежской губернии.
После упразднения Центрально-Чернозёмной области 13 июня 1934 года район вошёл в состав вновь образованной Воронежской области.
В 1960 году в состав района вошла часть территории упразднённого Воронцовского района, в 1962 году — часть территории упразднённого Лосевского района, в 1963 году — Верхнемамонский район.
9 декабря 1970 года Верхнемамонский район был восстановлен, а границы Павловского района приобрели современный вид.

## Население
| 1989    | 2002    | 2005    | 2006    | 2007    | 2008    | 2009    | 2010    | 2011    |
| ------- | ------- | ------- | ------- | ------- | ------- | ------- | ------- | ------- |
| 58 526  | ↗59 355 | ↘57 500 | →57 500 | ↘57 400 | ↘57 300 | ↘57 200 | ↘57 081 | ↘56 913 |
| 2012    | 2013    | 2014    | 2015    | 2016    | 2017    | 2018    | 2021    | 2025    |
| ↘56 669 | ↘56 443 | ↘56 249 | ↘55 990 | ↘55 968 | ↘55 332 | ↘54 493 | ↘51 144 | ↘48 729 |

### Урбанизация
В городских условиях (город Павловск) проживают  43,93 % населения района.

### Национальный состав
По данным переписи населения 1939 года: русские — 53,1% или 20 419 чел., украинцы — 46,4% или 17 817 чел.
По переписи населения 2010 года: Русские - 55 001, украинцы - 747 человек 
По итогам переписи населения 2020 года проживали следующие национальности (национальности менее 0,1 % и другое, см. в сноске к строке «Другие»):
| Национальность | Численность, чел. | Доля     |
| -------------- | ----------------- | -------- |
| Русские        | 45 738            | 89,43 %  |
| Армяне         | 202               | 0,39 %   |
| Украинцы       | 176               | 0,34 %   |
| Азербайджанцы  | 168               | 0,33 %   |
| Таджики        | 147               | 0,29 %   |
| Цыгане         | 139               | 0,27 %   |
| Узбеки         | 64                | 0,13 %   |
| Другие         | 4510              | 8,82 %   |
| Итого          | 51 144            | 100,00 % |

## Муниципально-территориальное устройство
В Павловский муниципальный район входят 15 муниципальных образований, в том числе 1 городское и 14 сельских поселений:
| №  | Муниципальное образование             | Административный центр     | Количество населённых пунктов | Население | Площадь, км2 |
| -- | ------------------------------------- | -------------------------- | ----------------------------- | --------- | ------------ |
| 1  | городское поселение город Павловск    | город Павловск             | 1                             | ↘22 384   | 61,62        |
| 2  | Александровское сельское поселение    | село Александровка         | 2                             | ↘1225     | 72,26        |
| 3  | Александро-Донское сельское поселение | село Александровка Донская | 6                             | ↘3016     | 154,67       |
| 4  | Воронцовское сельское поселение       | село Воронцовка            | 2                             | ↗5108     | 243,21       |
| 5  | Гаврильское сельское поселение        | село Гаврильск             | 4                             | ↘1450     | 139,04       |
| 6  | Елизаветовское сельское поселение     | село Елизаветовка          | 4                             | ↘2027     | 62,48        |
| 7  | Ерышёвское сельское поселение         | село Ерышёвка              | 1                             | ↘803      | 38,89        |
| 8  | Казинское сельское поселение          | село Большая Казинка       | 3                             | ↘1738     | 152,73       |
| 9  | Красное сельское поселение            | село Шувалов               | 5                             | ↘1691     | 159,35       |
| 10 | Ливенское сельское поселение          | село Ливенка               | 2                             | ↘875      | 70,29        |
| 11 | Лосевское сельское поселение          | село Лосево                | 3                             | ↘4034     | 191,25       |
| 12 | Песковское сельское поселение         | село Пески                 | 7                             | ↘855      | 91,47        |
| 13 | Петровское сельское поселение         | село Петровка              | 5                             | ↘2482     | 156,92       |
| 14 | Покровское сельское поселение         | село Покровка              | 6                             | ↘1589     | 121,02       |
| 15 | Русско-Буйловское сельское поселение  | село Русская Буйловка      | 3                             | ↘2525     | 170,46       |

## Населённые пункты
В Павловском районе 54 населённых пункта.
| №  | Населённый пункт      | Тип     | Население | Муниципальное образование             |
| -- | --------------------- | ------- | --------- | ------------------------------------- |
| 1  | Александровка         | село    | ↗1394     | Александровское сельское поселение    |
| 2  | Александровка Донская | село    | ↗1533     | Александро-Донское сельское поселение |
| 3  | Антиповка             | деревня | →14       | Песковское сельское поселение         |
| 4  | Бабка                 | село    | ↘686      | Александро-Донское сельское поселение |
| 5  | Безымянный            | хутор   | ↘147      | Песковское сельское поселение         |
| 6  | Белая Деревня         | посёлок | ↗35       | Петровское сельское поселение         |
| 7  | Берёзки               | село    | ↘286      | Александро-Донское сельское поселение |
| 8  | Берёзово              | село    | ↘300      | Песковское сельское поселение         |
| 9  | Большая Казинка       | село    | ↘1294     | Казинское сельское поселение          |
| 10 | Варваровка            | село    | ↘23       | Русско-Буйловское сельское поселение  |
| 11 | Воронцовка            | село    | ↘4970     | Воронцовское сельское поселение       |
| 12 | Гаврильск             | село    | ↘929      | Гаврильское сельское поселение        |
| 13 | Гаврильские Сады      | село    | ↗275      | Елизаветовское сельское поселение     |
| 14 | Грань                 | село    | ↘388      | Покровское сельское поселение         |
| 15 | Данило                | хутор   | ↘652      | Красное сельское поселение            |
| 16 | Елизаветовка          | село    | ↗1669     | Елизаветовское сельское поселение     |
| 17 | Ерышёвка              | село    | ↘803      | Ерышёвское сельское поселение         |
| 18 | Желдаковка            | посёлок | ↘27       | Казинское сельское поселение          |
| 19 | Заосередные Сады      | посёлок | ↘351      | Александро-Донское сельское поселение |
| 20 | Каменск               | посёлок | ↗492      | Гаврильское сельское поселение        |
| 21 | Карла Маркса          | посёлок | ↗38       | Лосевское сельское поселение          |
| 22 | Княжево               | село    | →12       | Елизаветовское сельское поселение     |
| 23 | Копанки               | посёлок | ↘7        | Петровское сельское поселение         |
| 24 | Крицкий               | хутор   | ↘23       | Лосевское сельское поселение          |
| 25 | Ливенка               | село    | ↘1049     | Ливенское сельское поселение          |
| 26 | Лосево                | село    | ↘3959     | Лосевское сельское поселение          |
| 27 | Максимово             | хутор   | ↘17       | Песковское сельское поселение         |
| 28 | Малая Казинка         | село    | ↘60       | Гаврильское сельское поселение        |
| 29 | Михайловка            | село    | ↗566      | Петровское сельское поселение         |
| 30 | Момотов               | село    | ↘370      | Красное сельское поселение            |
| 31 | Николаевка            | село    | ↘561      | Казинское сельское поселение          |
| 32 | Новенький             | посёлок | ↘144      | Воронцовское сельское поселение       |
| 33 | Новомаксимово         | хутор   | →1        | Покровское сельское поселение         |
| 34 | Павловск              | город   | ↘21 409   | городское поселение город Павловск    |
| 35 | Переездной            | хутор   | ↘182      | Красное сельское поселение            |
| 36 | Пески                 | село    | ↘490      | Песковское сельское поселение         |
| 37 | Петровка              | село    | ↗1917     | Петровское сельское поселение         |
| 38 | Подгоры               | хутор   | ↘1        | Покровское сельское поселение         |
| 39 | Поддубный             | хутор   | ↘158      | Александро-Донское сельское поселение |
| 40 | Покровка              | село    | ↘928      | Покровское сельское поселение         |
| 41 | Посёлок имени Жданова | посёлок | ↘124      | Александро-Донское сельское поселение |
| 42 | Преображенка          | село    | ↘72       | Елизаветовское сельское поселение     |
| 43 | Рассвет               | посёлок | ↘14       | Петровское сельское поселение         |
| 44 | Русская Буйловка      | село    | ↘2138     | Русско-Буйловское сельское поселение  |
| 45 | Ступино               | хутор   | ↗15       | Покровское сельское поселение         |
| 46 | Сухое Данило          | хутор   | ↗26       | Красное сельское поселение            |
| 47 | Сын Революции         | хутор   | →0        | Александровское сельское поселение    |
| 48 | Тумановка             | хутор   | ↗50       | Ливенское сельское поселение          |
| 49 | Хвощеватый            | хутор   | ↘23       | Песковское сельское поселение         |
| 50 | Царёвка               | село    | ↘73       | Гаврильское сельское поселение        |
| 51 | Черкасское            | село    | ↘368      | Покровское сельское поселение         |
| 52 | Чугуновка             | хутор   | ↗53       | Песковское сельское поселение         |
| 53 | Шкурлат 3-й           | посёлок | ↘540      | Русско-Буйловское сельское поселение  |
| 54 | Шувалов               | село    | ↗807      | Красное сельское поселение            |

## Экономика
На территории района производством сельскохозяйственной продукции занимается 27 сельскохозяйственных организаций, 68 крестьянских (фермерских) хозяйств, более 14,0 тысяч личных подсобных хозяйств. Площадь сельскохозяйственных угодий — 133,0 тыс. га, в том числе 102,7 тыс. га пашни. Основным направлением сельскохозяйственного производства является растениеводство и животноводство. Отрасль растениеводства специализируется на производстве зерна, подсолнечника, сахарной свёклы. В животноводстве основная специализация — молочное производство. В районе имеется два рыбоводческих хозяйства, занимающихся производством товарной рыбы. В сфере сельскохозяйственного производства занято 3,2 тыс. человек.
Промышленный потенциал района включает в себя 9 крупных и средних предприятий с численностью занятых 4,2 тыс. человек.

## Палеоантропология
- Микулинским интерстадиалом (от 130 до 115 тыс. л. н.) датируется фрагмент правой лопатки ископаемого человека современного типа с неандерталоидным компонентом, найденный в 1980—1981 годах в местонахождении Шкурлат-III, расположенном у края гранитного Павловского карьера близ посёлка Шкурлат 3-й[25]
- Погребения посткатакомбной бабинской культуры эпохи бронзы (XXII — XVIII века до н. э.) найдены у села Гаврильск (объект археологического наследия «Курганная группа 2 у села Гаврильск Павловского района»)[26]